# Дармштадтський трамвай
49°52′00″ пн. ш. 8°39′00″ сх. д. / 49.866666666667° пн. ш. 8.65° сх. д.
Дармштадтський трамвай (нім. Straßenbahn Darmstadt) —  трамвайна мережа у Дармштадті , федеральна земля Гессен, Німеччина. 
Станом на 2021 рік у мережі було дев’ять ліній на чотирьох основних маршрутах (42 км), що обслуговували 162 зупинки, з них 92 низькопідлогові зупинки.

## Лінії
Стан на 25 березня 2020 р
| Лінія | Маршрут                                        |
| ----- | ---------------------------------------------- |
| 1     | Еберштадт-Франкенштайн ↔ Гауптбангоф           |
| 2     | Белленфалльтор ↔ Гауптбангоф                   |
| 3     | Ліхтенбергшуле ↔ Гауптбангоф                   |
| 4     | Станція Краніхштайн ↔ Грисгайм-Плац-Бар-ле-Дук |
| 5     | Станція Краніхштайн ↔ Гауптбангоф              |
| 6     | Альсбах-Ам-Гінкельштайн ↔ Арайльген-Драйайхвег |
| 7     | Еберштадт-Франкенштайн ↔ Арайльген-Драйайхвег  |
| 8     | Альсбах-Ам-Гінкельштайн ↔ Арайльген-Драйайхвег |
| 9     | Белленфалльтор ↔ Грісгайм-Плац-Бар-ле-Дук      |

## Рухомий склад
Парк складається з 48 моторних трамваїв і 30 причепів. 
 
14 нових низькопідлогових трамваїв Stadler введено в експлуатацію в 2022 році. 

Наступне замовлення на ще 11 трамваїв було оголошено в червні 2021 року. 
П’ятисекційні однонаправлені трамваї Stadler ST15 мають бути введені в експлуатацію у середині 2023 — середині 2024, що дозволить вивести вагони ST12 з експлуатації. 